# .htaccess
.htaccess (/'eɪtʃtiːæk.sɛs/ от англ. hypertext access) — файл дополнительной конфигурации веб-сервера Apache, а также подобных ему серверов. Позволяет задавать большое количество дополнительных параметров и разрешений для работы веб-сервера в отдельных каталогах (папках), таких как управляемый доступ к каталогам, переназначение типов файлов и т.д., без изменения главного конфигурационного файла.
.htaccess является подобием httpd.conf с той разницей, что действует только на каталог, в котором располагается, и на его дочерние каталоги. Возможность использования .htaccess в том или ином каталоге указывается в httpd.conf (директива AllowOverride).
Файл .htaccess может быть размещён в любом каталоге. Директивы этого файла действуют на все файлы в текущем каталоге и во всех его подкаталогах (если эти директивы не переопределены директивами нижележащих файлов .htaccess). Для того чтобы эти файлы .htaccess можно было использовать, необходимы соответствующие настройки главного конфигурационного файла (значение директивы AllowOverride должно быть установлено All). Как правило, провайдеры виртуального хостинга разрешают использовать файлы .htaccess.

## Использование
Авторизация, аутентификацияФайлы .htaccess часто используются для указания ограничений для конкретного каталога. Файл .htaccess часто используется вместе с .htpasswd, который сохраняет имена пользователей и их пароли.
Собственные страницы ошибокИзменение страниц, которые отдаются при ошибках на стороне сервера, например HTTP 404 Not Found.
Изменение URL-адресовСерверы используют .htaccess для изменения длинных, излишне сложных URL-адресов на короткие и легко запоминающиеся.
Управление кешемФайлы .htaccess позволяют серверу управлять кешированием веб-браузерами и кеширующими прокси для уменьшения использования полосы, загрузки сервера и лагов.
Изменение опций веб-сервера и его плагиновНекоторые веб-серверы допускают изменение опций через .htaccess, например, опций PHP-плагина.